# 小行星1772
小行星1772（1772 Gagarin），天文學臨時編號1968 CB，是一個位於小行星帶的小行星，由烏克蘭克里米亞天文台的天文學家柳德米拉·切爾尼赫發現於1968年2月6日。
該小行星以蘇聯太空人尤里·加加林命名。

## 外部連結
- JPL Small-Body Database Browser on 1772 Gagarin （页面存档备份，存于）

| 前一小行星： 1771 Makover | 小行星列表 | 後一小行星： 1773 Rumpelstilz |